# Oktiabr´skoje (Kraj Stawropolski)
Oktiabr´skoje (ros. Октябрьское) – wieś w Rosji, w Kraju Stawropolskim, w rejonie ipatowskim. W 2021 liczyła 3003 mieszkańców.